# Bertold II. Andeški
Bertold II. Andeški (Bertold IV., Berchtold, Bertholf; † 27. junij 1151) je bil iz rodbine Andeških grofov, ki je nosil naslove grofa Dießenskega-Andeškega-Plasenburškega-Kulmbaškega na Bavarskem in odvetnik (Vogt)  samostana Benediktbeuern.

## Življenje in delo
Verjetno je bil sin grofa Arnolda Diesenskega († 1098) in Gizele iz Schweinfurta , hčere vojvode Ota III.
Bertold I./II. (†1151), ki je bival v mladosti na dreissinškem gradu, se v listini iz leta 1135 omenja kot „comes de Plassenberch“; domnevno je tedaj pridobil posesti ob zgornji Majni s Kulmbachom in dal tam zgraditi grad Plassenburg. Za svojo novo rezidenco je zgradil nov grad v Andechsu na vzhodni strani jezera Ammer. S tem je začel andeško vejo diessenških grofov.
Grof Bertold je verjetno kmalu po letu 1100 ustvaril nov rodbine Andeških na Andeški gori.  Grad  Plassenburg (severno od Bayreuth) pa je verjetno bil zgrajen v začetku 1130-tih let, saj se naslov („grofje Plasenburški“ pojavlja po letu 1137). V tem času je verjetno prišlo do ustanovitve Kulmbacha, ki leži ob vznožju gora in se pojavlja v virih po letu 1174.
Bertold je po očetu podedoval posesti ležeče okoli  Ammersee-ja in  Starnberger See in verjetno tudi gornjefrankovske posesti. Najkasneje do leta 1120 je lahko nasledil grofa Sigimare, odvetnika (Vögte)  samostana Benediktbeuern in s tem znatno povečal svoj vpliv. Skrbel je tudi za samostan hiše disenskih grofov samostan Samostan Dießen, ki ga je soustanovil (odvetništvo podeljeno 1130), ter imel dobre odnose tudi s samostanom Admont, kateremu je podaril 15 Hub posesti v  Možberku ali Blatogradu na Koroškem, ko je v ta samostan vstopila njegova hči Kunigunda.
Poroka s Sofijo Istrsko († 1132), hčerko mejnega grofa  Poppom II. Istrskim († 1103) iz rodbine grofov  Weimarskih-Orlamündskih, je prinesla pridobitje posesti prvič na jugovzhodu Alp in rodbini dodatno dvignila ugled. Sofija je bila kraljevske krvi: Njena babica po očetu je bila Sofija, hči ogrskega kralja Bela I. iz rodu Arpadovcev. Smrt Sofijinega brata, mejnega grofa Ulrik II. Weimar-Orlamünde iz Istre leta 1112 je omogočila Bertoldu, da si je poleg Spanheimov  in Bogenskih pridobil  tudi večino dediščine.  Ta dediščina je postala osnova posesti Andeških ležeče na Kranjskem,  Spodnjem Štajerskem in na  Koroškem  (Me leti 1143/47 se je nazival tudi grof Kamniški (von Stein (Kamnik)).
Od leta 1140 naprej je bil Bertold stalni gost na dvoru kralja Konrada III.; domnevno je šlo za spore med Andeškimi in Bamberški škofi,  ki so videli, da je njihova posvetno gospostvo na Zgornjem Frankovskem ogroženo.

## Družina
Bertold je bil prvič poročen s Sofijo Istrsko († 1132), hčerko mejnega grofa  Poppom II. Istrskim  († 1103), ki je izhajal iz rodbine grofov  Weimar-Orlamünde, drugič pa je poročil Kunigundo, hčerko grofa Ekberta II.  iz Formbach-Pittena, po katerem je tudi dedovala.
Otroci iz prvega zakona:
- Poppo († 1148)
- Bertold III. († 1188)
- Oto VI. († 1196), škof v Briksnu 1165–1170 in škof v Bambergu 1177–1196
- Gizela († po letu 1150), oo Diepold II. († 1160/65), grof Berg-Schelklingen

Otroci iz drugega zakona:
- Matilda († 1160), opatinja samostana  Edelstetten
- Eufemija  († 1180), opatinja v samostanu Altomünster
- Kunigunda († po 1139), nuna v ženskem samostanu Admont